# Balearski zovoj
Balearski zovoj (lat. Puffinus mauretanicus) je vrsta morske ptice iz porodice zovoja. Nekad je smatran podvrstom malog zovoja, ali i gregule. 
Srednje je veličine. Prosječno je dug 35-40 cm, s rasponom krila 85-90 cm. 
Gnijezdi se na Balearskim otocima, po kojim je i dobila ime. Jako je društvena i često se viđa u velikim skupinama, posebno u jesen. Na moru je tih, a za vrijeme sezone parenja noću, jako glasno gakće. Hrani se ribama i mekušcima. Ne slijedi ribarske brodove kao neki njegovi rođaci.

## Vanjske poveznice
|  | Zajednički poslužitelj ima još gradiva o temi Puffinus mauretanicus |
|  | Wikivrste imaju podatke o taksonu Puffinus mauretanicus             |